# Южна провинция (Шри Ланка)
Южната провинция е една от 9-те провинции на Шри Ланка. Населението ѝ е 2 465 333 жители (2011), а площта — 5559 km2. Намира се в часова зона UTC+05:30. Официални езици са синхалски и тамилски.